# Jacob Schenck
Jakob Schenck (auch Jacobus Schenck; * um 1508 in Waldsee; † 1554 in Engelsdorf) war evangelischer Theologe und Reformator.

## Leben
Nachdem Schenck die Schule in Memmingen besucht hatte, ging er zum Studium nach Wittenberg, wo er 1526 immatrikuliert wurde. Er hörte Martin Luther, Philipp Melanchthon und Justus Jonas den Älteren und erreichte auch den Magistergrad. Als Herzog Heinrich von Sachsen einen evangelischen Prediger suchte, fiel die Wahl auf ihn. Nicht nur am Hof, sondern auch von den Bürgern in Freiberg wurde er 1536 freudig aufgenommen.
In Wittenberg erlangte er am 10. Oktober 1536 den Theologischen Doktorgrad nach einer Disputation „De potestate Concilii“, für die Luther 30 Thesen aufgestellt hatte. Die Promotionskosten trug Herzogin Katharina. Schenck war ein eifriger und tapferer Prediger, der sich treu zu Luthers Lehre hielt. Die Kirchenordnung für Sachsen-Freiberg wurde von ihm geschrieben und die Durchführung der Reformation ihm als Visitator und Superintendent übertragen.
Indessen ergaben sich bald zwischen ihm und Melanchthon theologische Differenzen. So nahm er Anstoß an Melanchthons zeitweiligem Kelchverzicht im Abendmahl. In Wittenberg als Antinomer verdächtigt, wurde bald seine Abberufung aus Freiberg gefordert. Auch sein Verhältnis zu Luther verschlechterte sich, zunächst wegen seines Einsatzes für Georg Karg. Luther hielt ihn für vermessen. Nachdem Schenck aus Freiberg fortgegangen war, wirkte er eine Zeitlang in Weimar, erbat aber 1541 die Entlassung, um als Professor nach Leipzig zu gehen. Hier fand er viele Widersacher, die den Druck seiner Schriften verhinderten. In Leipzig wurde er Hofprediger der studierenden Herzogs August von Sachsen und hielt private Vorlesungen.
Im Oktober 1542 verlor die Lehrbefugnis an der theologischen Fakultät und lehnte die Lehre an der philosophischen beharrlich ab. Schließlich wurde er 1543 des Landes verwiesen. Er ging nach Berlin und war kurze Zeit Hofprediger des Kurfürsten Joachim II. Ob er wie sein Vorgänger Erasmus Alber entlassen worden ist und sich, wie seine Gegner behaupteten, zu Tode gehungert hat, ist fraglich. Jedenfalls war das Ende des Reformators, von dem große Wirkungen ausgegangen waren, ein trauriges.